# Счастливцевский сельский совет
Счастливцевский сельский совет (укр. Щасливцівська сільська рада) — входит в состав
Генического района
Херсонской области
Украины.
Административный центр сельского совета находится в 
с. Счастливцево.

## Населённые пункты совета
- с. Счастливцево
- с. Геническая Горка
- с. Приозёрное